# Tolasella lapsus
Tolasella lapsus är en insektsart som beskrevs av Evans 1937. Tolasella lapsus ingår i släktet Tolasella och familjen dvärgstritar. Inga underarter finns listade i Catalogue of Life.